# Campeonato Amateur de Guayaquil 1941
El Campeonato Amateur de Guayaquil de 1941, más conocido como Liga de Guayaquil 1941, fue la 20.ª edición de los torneos amateurs del Guayas y organizado por la FEDEGUAYAS.
Cabe recordar como anecdotario que este fue el único evento deportivo que se disputó, esto fue debido al conflicto bélico Peruano-Ecuatoriano entre ambas naciones y eso provocó que los eventos deportivos que se irían a realizar por parte de la FEDEGUAYAS fueran en su mayoría cancelados solamente el torneo de fútbol se lo pudo realizar ya en los últimos meses de dicho año, esto produjo que no hubiera descenso sino que para el año siguiente aumentara la cantidad de equipos participantes a 7 equipos, el cuadro Panamito obtendría su tercer título en la última fecha al golear al Italia por 6-1 mejorando su gol diferencia ya que el campeón defensor el 9 de Octubre caería ante Guayaquil Sport por 2-1 dando así el campeonato al Panamá por gol diferencia aunque en el puntaje general estuvieran empatados.
El Panamá obtendría por tercera vez el título en este torneo mientras que el 9 de Octubre obtendría su segundo subcampeonato.

## Formato del torneo
La Liga de Guayaquil 1941 se jugó con el formato de una sola etapa y fue de la siguiente manera:
Primera Etapa (Etapa Única)
La Primera Etapa se jugó un todos contra todos en encuentros de solo ida dando un total de 5 fechas en la cual se definirá al campeón e subcampeón de la temporada a los dos equipos de mejor puntaje en caso de igualdad de puntos se lo definiría por gol diferencia.

## Sede
| Guayaquil        |
| ---------------- |
| Municipal        |
| Capacidad: 5 000 |
|                  |

## Equipos participantes
Estos fueron los 6 equipos que participaron en la Liga de Guayaquil de 1941.
| Equipos participantes | Equipos participantes | Equipos participantes | Equipos participantes |
| --------------------- | --------------------- | --------------------- | --------------------- |
| Guayaquil Sport       | Norte América         | Patria                |                       |
| Italia                | Panamá                | 9 de Octubre          |                       |

## Única Etapa

### Partidos y resultados
| Fecha 1      | Fecha 1   | Fecha 1          |
| Equipo Local | Resultado | Equipo Visitante |
| ------------ | --------- | ---------------- |
| Italia       | 4-2       | Patria           |
| Norteamérica | 3-6       | 9 de Octubre     |
| Panamá       | 4-1       | Guayaquil Sport  |

| Fecha 2         | Fecha 2   | Fecha 2          |
| Equipo Local    | Resultado | Equipo Visitante |
| --------------- | --------- | ---------------- |
| Norteamérica    | 0-10      | Panamá           |
| Guayaquil Sport | 3-3       | Italia           |
| Patria          | 1-2       | 9 de Octubre     |

| Fecha 3      | Fecha 3   | Fecha 3          |
| Equipo Local | Resultado | Equipo Visitante |
| ------------ | --------- | ---------------- |
| Italia       | 1-4       | 9 de Octubre     |
| Norteamérica | 5-3       | Guayaquil Sport  |
| Panamá       | 6-2       | Patria           |

| Fecha 4      | Fecha 4   | Fecha 4          |
| Equipo Local | Resultado | Equipo Visitante |
| ------------ | --------- | ---------------- |
| Patria       | 4-1       | Guayaquil Sport  |
| Panamá       | 1-4       | 9 de Octubre     |
| Norteamérica | 1-4       | Italia           |